# Universiteit van Szeged
De Universiteit van Szeged (Szegedi Tudományegyetem, SZTE) is de grootste onderwijsinstelling in Szeged en een van de voornaamste universiteiten van Hongarije. De universiteit dateert van 1872, maar heeft niet steeds de huidige naam gehad en was bovendien aanvankelijk gevestigd in Kolozsvár, het huidige Cluj-Napoca in Roemenië. De universiteit telt twaalf faculteiten.

## Geschiedenis
De instelling werd in 1872 opgericht als tweede universiteit van Hongarije (na die van Boedapest), waarbij Kolozsvár het pleit won van Pozsony (nu: Bratislava). Deze universiteit kreeg in 1881 de naam van Frans Jozef I, destijds regerend vorst. De Koninklijke Frans Jozef-universiteit (Magyar Királyi Ferenc József Tudományegyetem) was uitsluitend Hongaarstalig, ondanks de aspiraties van de Roemenen, de grootste nationale minderheid in het 19de-eeuwse Hongarije.
Toen Kolozsvár eind 1918 door de Roemenen was veroverd en de stad in 1920 bij het Verdrag van Trianon aan Roemenië was toegewezen, verhuisde de universiteit aanvankelijk naar Boedapest, maar na drie semesters naar Szeged, waar op 10 oktober 1921 de eerste colleges werden gegeven. Hiermee ging voor de stad Szeged een lang gekoesterde wens in vervulling. De instelling behield tijdens het interbellum haar naam. In de jaren dertig werkte de arts Albert Szent-Györgyi aan de universiteit: hij kreeg in 1937 de Nobelprijs voor de Geneeskunde.
De universiteit verhuisde in 1940 terug naar haar oude standplaats, nadat deze opnieuw aan Hongarije was toegevallen. In Szeged werd in de vrijkomende gebouwen een nieuwe universiteit gevestigd, genoemd naar Miklós Horthy, de sterke man in Hongarije. Na de verloren Tweede Wereldoorlog werd de vooroorlogse situatie hersteld, zij het dat de naam van de universiteit nu Universiteit van Szeged ging luiden.
In 1951 werd de geneeskundefaculteit van de universiteit afgesplist en voortgezet als Medische Albert Szent-Györgyi-universiteit (Szent-Györgyi Albert Orvostudományi Egyetem, SZOTE). In 1962 kreeg de Universiteit van Szeged een nieuwe naam, Attila József-universiteit (József Attila Tudományegyetem, JATE), naar de beroemde dichter Attila József, die in 1924 kortstondig in Szeged had gestudeerd, maar toen van de universiteit was verwijderd, omdat het establishment zich te zeer had gestoord aan een van zijn gedichten.
In 2000 gingen de algemene universiteit en de medische universiteit opnieuw samen, onder de naam Universiteit van Szeged. Bij de fusie waren ook een lerarenopleiding, een conservatorium en een hogeschool voor levensmiddelentechnologie betrokken.

## Gebouwen en instellingen
Het hoofdgebouw van de universiteit aan het Dugonicsplein dateert uit 1872, is ontworpen door Antal Skalnitzky en was een reaalschool, totdat de universiteit zich in 1921 in Szeged vestigde.
De universiteit neemt ook een belangrijk deel van het Domplein in beslag: aan dit tussen 1929 en 1931 ontworpen plein staan de gebouwen van de geneeskundefaculteit en de faculteit natuurwetenschappen.
De universiteitsbibliotheek maakt deel uit van het naar Attila József genoemde Studie- en Informatiecentrum (TIK), waarvan de nieuwbouw in 2004 gereedkwam. De bibliotheek werd in 1921 opnieuw opgericht, nadat de oude in Kolozsvár was achtergebleven om de basis te vormen van de bibliotheek van de huidige Babeş-Bolyaiuniversiteit aldaar. De bibliotheek herbergt thans ongeveer 1.200.000 boeken, 250.000 tijdschriften en 130.000 andere documenten.

## Faculteiten
De universiteit telt twaalf faculteiten:
1. Rechten
2. Natuurwetenschappen en informatica
3. Farmacie
4. Economie
5. Tandheelkunde
6. Letteren
7. Gezondheidswetenschappen en sociale studies
8. Landbouw
9. Geneeskunde
10. Lerarenopleiding Gyula Juhász
11. Techniek
12. Muziek

De vier laatstgenoemde faculteiten komen voort uit zelfstandige instellingen, die in 1998 opgingen in de universiteit. De landbouwfaculteit is gevestigd in Hódmezővásárhely. De tandheelkundefaculteit dateert uit 2007 en is daarmee de jongste faculteit.